# Dahabiya
Una dahabiya, también conocida como dahabeya o dahabeah (en árabe ذهبية /ðahabīya/), es una embarcación de pasajeros usada en el río Nilo en Egipto. El término es empleado normalmente para describir una nave del tipo barcaza (es decir con un casco plano) de una o dos velas. Estos barcos han estado en esta región de una forma u otra por miles de años, con una estructura similar a la que se observa en las representaciones de las paredes de las tumbas de los faraones egipcios. Sin duda, su nombre deriva de la palabra árabe "oro", debido a las similares barcazas doradas usadas por los gobernantes musulmanes de Egipto en la Edad Media.

## Etimología
ذهبية /ðahabīya/ es el femenino de ذهبي /ðahabī/ "dorada", de ذهب /ðahab/ "oro". En árabe el sufijo femenino -a puede indicar el número singulativo de cosas inanimadas, cambiando el significado de "dorada" a "un simple cosa dorada". Por lo cual el significado de ذهبية es algo así como "un dorado único".

## Historia

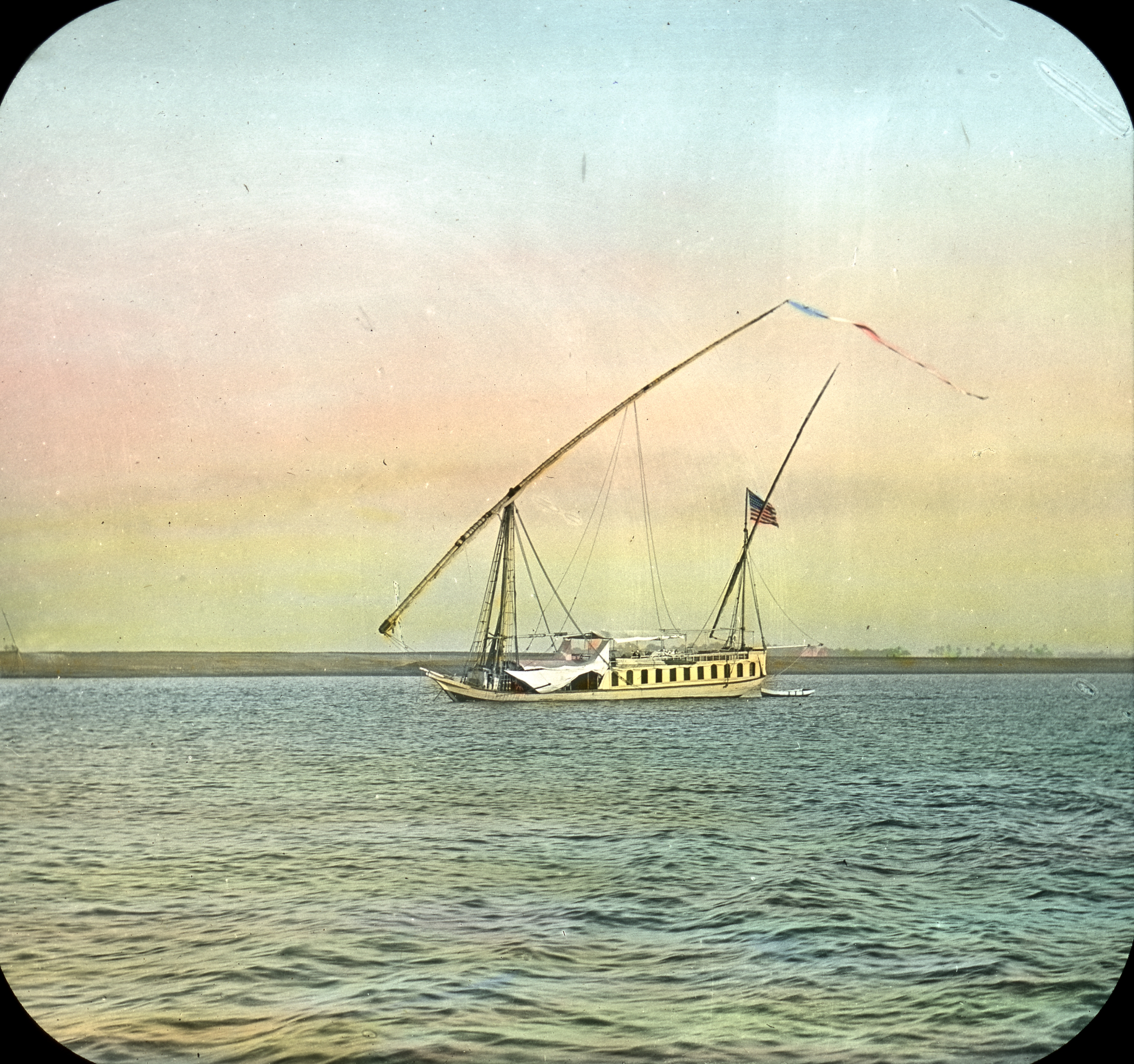
Una dahabiya de turistas estadounidenses, Luxor, Egipto (s/d). Archivo del Museo de Brooklyn

Hasta la década de 1870 la dahabiya fue, para los turistas, la forma más común de viajar río arriba y río abajo del Nilo. De acuerdo con Donald Reid, en 1858 "un viaje de cuarenta días de El Cairo a Luxor costaba alrededor de £110 (ciento diez libras); un viaje de ida y vuelta de cincuenta días a Asuán, alrededor de £150 (ciento cincuenta libras)". Sin embargo, Thomas Cook Ltd presentó el barco a vapor en el río y trajo con él la logística para transformar un viaje de tres meses en uno de 28 (veintiocho) días para visitar lugares de interés. Hacia el 1900, como los trenes habían comenzado a competir con los barcos de vapor, las dahabiyas se reservaron sólo para los viajeros más ricos y acomodados.
Este fue también el momento en el que cambió fuertemente la visión en el uso de las dahabiyas. El libro "Hand-book for travelers in Egypt" (1847) de Sir John Gardner Wilkinson narra con gran detalle cómo alquilar una dahabiya. Un viajero que deseara pasear por el Nilo no sólo tendría que rentar el bote por la duración del viaje sino también aprovisionarlo, desinsectizarlo y desratizarlo, supervisar sus marineros e incluso hacerlo repintar. Sin embargo, hacia 1897, las agencias de turismo habían hecho la travesía mucho más organizadas. Thomas Cook prometía, "Dragomanes y otros sirvientes necesarios y provisiones alimenticias son cuidadosamente seleccionados y proveídos".

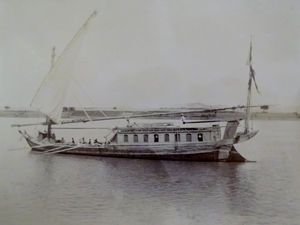
Dahabiya en el Nilo, 1891

Dahabeya es también el nombre de una embarcación específica.